# 西岡浩史
西岡 浩史（にしおか ひろし、1941年9月12日 - ）は、兵庫県出身のアマチュア野球選手（一塁手）、実業家。野球選手引退後は東芝グループで要職を務めた。

## 経歴
芦屋高校では一塁手として活躍。1年上のエース藤悟郎を擁し、1958年春の選抜へ出場。1回戦で宇都宮工に敗退。同年夏の甲子園県予選は準々決勝で兵庫工に敗れる。翌1959年も春の選抜に連続出場。1回戦で三浦和美のいた広陵高を降すが、2回戦で浪華商に敗れる。同年夏は県予選準々決勝で滝川高に敗退、甲子園には届かなかった。高校同期には安藤敏雄、広瀬幸司のバッテリーがいた。
卒業後は慶應義塾大学へ進学し、東京六大学野球リーグでは1962年秋季リーグ、1963年春季リーグに優勝。1年下のエース渡辺泰輔を擁し、1963年の全日本大学野球選手権大会でも決勝で駒大を破り優勝している。同年秋季リーグでは打率.352で首位打者となる。リーグ通算72試合に出場、234打数76安打、1本塁打、31打点、打率.325。ベストナイン（一塁手）に3回選出。大学同期には遊撃手の石黒和弘、外野手の北川公一がいる。
1964年に慶應義塾大学文学部を卒業して東京芝浦電気（現・東芝）に入社する。同社の硬式野球部に所属し、同年から3年連続で社会人野球の都市対抗野球大会に出場。その後は現役を引退し社業に専念する。1998年に東芝常務、2000年に東芝エレベータ代表取締役社長、2004年に東芝顧問となる。2007年から川崎商工会議所会頭を務め、2010年に退任した。